# Marțian Negrea
Marțian Negrea (Vorumloc, 29 gennaio 1893 – Bucarest, 13 luglio 1973) è stato un compositore rumeno.

## Biografia
Allievo di F. Ziska per il violino e di T. Popovici per la composizione, studiò anche violoncello al Conservatorio di Vienna con F. Buxbaum, contrappunto e fuga con Eusebius Mandyczewski, composizione e orchestrazione con F. Schmidt tra il 1918 e il 1921.
Rientrato in Romania, fu insegnante di composizione nell'Istituto musicale di Cluj e al Conservatorio di Bucarest tra il 1941 ed il 1963.

## Riconoscimenti
- Premio di Stato nel 1951 e nel 1952;
- Premio Enescu nel 1922 e nel 1938.

## Composizioni

### Opere teatrali
- Marin Pescaru, su libretto proprio (da M. Sadoveanu, prima rappresentazione a Cluj, 1934)

### Musica orchestrale
- Fantasia sinfonica, Op. 6 (1921)
- 2 rapsodie rumene (Op. 14, 1938; Op. 18, 1950)
- 2 divertimenti (1931, 1951)
- Povești din Grui, Op. 15 (Racconti di Grui, 1940)
- Prin Munții Apuseni, Op. 20 (Sui Carpazi occidentali, 1952)
- Recrutul, poema sinfonico (La recluta, 1953)
- Sinfonia primăverii, Op. 23 (1956)
- Sărbătoarea muncii, poema sinfonico Op. 25 (La festa dei lavoratori, 1958)
- Concerto, Op. 28 (1963)

### Musica vocale con orchestra
- Povestea zozei, per voce e orchestra (1943)
- Requiem per soli, coro e orchestra, Op. 25 (1957)
- Oratoriul patrici, per voce recitante, soli, coro e orchestra (1959)

### Musica da camera
- Preludio e fuga per quartetto, Op. 3 (1920)
- 4 pezzi per arpa, Op. 16 (1945)
- Quartetto, Op. 17 (1949)
- Pezzo per arpa e pianoforte (1952)
- Suite per clarinetto e pianoforte, Op. 27 (1960)

### Musica per pianoforte
- Piccoli pezzi (1918)
- Canoni, Preludi, Corali e Fughe, Op. 2 (1919)
- Rondò, Op. 4 (1920)
- Sonata Op. 5 (1921)
- Impresii de la țară, Op. 7 (Impressioni della campagna, 1922)
- Sonatina, Op. 8 (1922)
- altri pezzi

### Liriche
- Mica menajerie, piccolo pezzo per bambini con pianoforte Op. 24 (Piccolo serraglio, testo di M. Protopopescu, 1957)
- altri pezzi

Inoltre: Musica per film.

## Scritti
- Un compozitor român din secolul al XVII-lea: Ioan Caioni (1629-1687) (Craiova, 1941)
- Tratat de instrumente muzicale (Cluj, 1925)
- Tratat de forme muzicale (Cluj, 1932)
- Tratat de contrapunct și fugă (Bucarest, 1957)
- Tratat de armonie, (Bucarest, 1958)[1]